# Empis caceresensis
Empis caceresensis är en tvåvingeart som beskrevs av Christophe Daugeron 2000. Empis caceresensis ingår i släktet Empis och familjen dansflugor.
Artens utbredningsområde är Spanien. Inga underarter finns listade i Catalogue of Life.